# Franz II. Xaver von Salm-Reifferscheidt-Krautheim
 Franz II. Xaver von Salm-Reifferscheidt-Krautheim (ur. 1 lutego 1749 w Wiedniu, zm. 19 kwietnia 1822 w Klagenfurcie) – austriacki duchowny rzymskokatolicki, święcenia kapłańskie przyjął 25 sierpnia 1775. Od 1783 biskup Gurk. Kreowany kardynałem 23 września 1816. 